# Canton de Vannes-Est
Le canton de Vannes-Est est une ancienne division administrative française, située dans le département du Morbihan et la région Bretagne.

## Composition

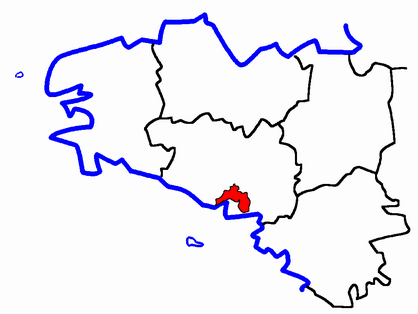
Le canton de Vannes avant la séparation en trois cantons

Le canton de Vannes-Est se compose d’une fraction de la commune de Vannes et de sept autres communes. Il compte 46 048 habitants (population municipale) au 1er janvier 2012.
| Nom                | Code Insee | Intercommunalité                            | Population (dernière pop. légale)               |
| ------------------ | ---------- | ------------------------------------------- | ----------------------------------------------- |
| Vannes (chef-lieu) | 56260      | CA Golfe du Morbihan - Vannes Agglomération | Fraction : 12 903(2012) Commune : 53 036 (2014) |
| Le Hézo            | 56084      | CA Golfe du Morbihan - Vannes Agglomération | 778 (2014)                                      |
| Noyalo             | 56150      | CA Vannes Agglo                             | 780 (2013)                                      |
| Saint-Avé          | 56206      | CA Golfe du Morbihan - Vannes Agglomération | 10 839 (2014)                                   |
| Séné               | 56243      | CA Golfe du Morbihan - Vannes Agglomération | 8 852 (2014)                                    |
| Surzur             | 56248      | CA Golfe du Morbihan - Vannes Agglomération | 4 128 (2014)                                    |
| Theix              | 56251      | CA Vannes Agglo                             | 6 946 (2013)                                    |
| La Trinité-Surzur  | 56259      | CA Golfe du Morbihan - Vannes Agglomération | 1 469 (2014)                                    |

L'ancien canton de Surzur a disparu en 1801 au profit de celui de Vannes-Est, dit canton de Saint-Paterne.

## Représentation

### conseillers généraux de 1833 à 2015
| Période | Période          | Identité                           | Étiquette              | Qualité |
| ------- | ---------------- | ---------------------------------- | ---------------------- | --- |
| 1833    | 1848             | Comte Achille Pierre Félix Vigier  | Majorité ministérielle | Propriétaire à Vannes et à Paris Député (1831-1846), Pair de France                                                |
| 1848    | 1852             | Annibal Ange Le Mintier de Lehélec |                        | Propriétaire à Vannes                                                                                              |
| 1852    | 1897 (décès)     | Charles Guillo du Bodan            | Droite                 | Procureur Général à Rennes puis Conseiller à la Cour de cassation Député (1873-1897), Île-aux-Moines               |
| 1898    | 1910             | Charles Riou                       | Droite                 | Magistrat Sénateur (1900-1920) Maire de Vannes (1888-1908)                                                         |
| 1910    | 1928             | Maurice Marchais                   | Gauche radicale        | Avocat à Vannes Député (1919-1928) Maire de Vannes (1933-1941 et 1944)                                             |
| 1928    | 1940             | Jean-Marie Camenen                 | PDP                    | Avoué à Vannes, nommé membre de la Commission administrative départementale en 1941                                |
|         |                  |                                    |                        | |
| 1943    | 1945             | Edmond Germain                     |                        | Architecte Maire de Vannes (1941-1944) Nommé conseiller départemental en 1943                                      |
|         |                  |                                    |                        | |
| 1945    | 1951             | Fernand Marquet                    | Rad.                   | Vétérinaire à Vannes                                                                                               |
| 1951    | 1970             | Francis Decker                     | RI                     | Photographe Maire de Vannes (1945-1965), ancien résistant                                                          |
| 1970    | 1975 (décès)     | M. Le Ménach                       | RI                     | Adjoint au maire de Vannes                                                                                         |
| 1975    | 1982             | André Chazard                      | DVD puis RPR           | Adjoint au Maire de Vannes                                                                                         |
| 1982    | 1988             | Eugène Le Lannic                   | UDF                    | Conseiller municipal de Saint-Avé                                                                                  |
| 1988    | 2001             | Joseph Oillic                      | RPR                    | Agriculteur - Maire de Theix (1983-2008)                                                                           |
| 2001    | 2012 (démission) | Hervé Pellois                      | PS                     | Cadre supérieur du secteur privé Maire de Saint-Avé (1989-2014) Conseiller régional (1997-2001) Député (2012-2022) |
| 2012    | 2015             | Élisabeth Chevalier                | PS                     | Adjointe au maire de Séné                                                                                          |

Un nouveau découpage territorial du Morbihan entre en vigueur à l'occasion des élections départementales de 2015. Il est défini par le décret du 21 février 2014, en application des lois du 17 mai 2013 (loi organique 2013-402 et loi 2013-403).

La nouvelle organisation cantonale autour de Vannes fait disparaître les cantons de Vannes-Centre, Vannes-Est et Vannes-Ouest, au profit des cantons de Vannes-1 (centre), Vannes-2 (ouest) et Vannes-3 (nord), dont les bureaux centralisateurs sont situés à Vannes. À l'exception de la commune de Saint-Avé, intégrée au canton de Vannes-3, les autres communes du canton sont intégrées au nouveau canton de Séné,.

### Conseillers d'arrondissement (de 1833 à 1940)
| Période | Période | Identité                                                 | Étiquette    | Qualité |
| ------- | ------- | -------------------------------------------------------- | ------------ | --- |
| 1833    | 1833    | Jean Louis Eude (1789-1863)                              |              | Juge d'instruction à Vannes                                                                                 |
| 1833    | 1848    | Julien Jean François Le Febvrier (1798-1887)             |              | Juge à Vannes                                                                                               |
|         |         |                                                          |              | |
| 1895    | 1901    | François-Marie Le Vaillant                               |              | Maire de Surzur                                                                                             |
| 1901    | 1913    | Comte Louis Marie Guyot d'Asnières de Salins (1849-1943) | Conservateur | Avocat, ancien zouave pontifical, Président du Comité royaliste Maire du Hézo                               |
| 1913    | 1925    | Joseph Le Mouellic                                       | Radical      | Négociant en cidre Maire de Séné (1907-1919)                                                                |
| 1925    | 1931    | Louis Le Douarin                                         | Rép.ind. URD | Épicier en gros à Vannes                                                                                    |
| 1931    | 1940    | Fernand Marquet                                          | Rad.         | Vétérinaire à Vannes                                                                                        |
| 1940    |         |                                                          |              | Les conseils d'arrondissement ont été suspendus par la loi du 12 octobre 1940 et n'ont jamais été réactivés |

## Démographie
| 1962 | 1968 | 1975 | 1982 | 1990   | 1999   | 2006   | 2011   | 2012   |
| ---- | ---- | ---- | ---- | ------ | ------ | ------ | ------ | ------ |
| -    | -    | -    | -    | 31 089 | 36 479 | 42 349 | 45 525 | 46 048 |